# Miguel Muñoz (fotbalist, n. 1996)
Miguel Muñoz Fernández (n. 22 noiembrie 1996, Madrid, Spania) este un fotbalist spaniol, care joacă la Botoșani în SuperLiga României..

## Cariera de club
Născut la Madrid, Muñoz a reprezentat în tinerețe Rayo Vallecano și Deportivo de La Coruña. Pe 28 decembrie 2015 s-a mutat împrumutat la Tercera División Silva SD pentru restul sezonului.
În 2016, Muñoz s-a transferat la o altă echipă de rezervă, Deportivo Alavés B, tot din a patra divizie. Pe 15 iulie 2017 a semnat un contract cu echipa UD San Sebastián de los Reyes din Segunda División B, dar a jucat rar în timpul sezonului.
Pe 12 iulie 2018, Muñoz s-a transferat la echipa din liga a treia, AD Unión Adarve, și a fost titular regulat în contextul retrogradării clubului. S-a întors la Sanse pe 4 ianuarie 2020, după șase luni fără club. 
Pe 14 iunie 2020, Muñoz a semnat un contract pe un an cu Real Murcia, aflată încă în a treia ligă. Pe 8 iunie anul următor, s-a mutat în străinătate și s-a alăturat echipei poloneze Ekstraklasa Piast Gliwice, cu un contract pe doi ani. 
Muñoz a debutat pentru Piast pe 12 septembrie 2021, intrând în teren târziu în locul lui Ariel Mosór într-o înfrângere pe teren propriu cu scorul de 0-1 împotriva lui Zagłębie Lubin.

## Palmares
Alavés B
- Divizia a treia : 2016–17